# Palpomyia quadristriata
Palpomyia quadristriata är en tvåvingeart som först beskrevs av Gabriel Strobl 1910.  Palpomyia quadristriata ingår i släktet Palpomyia och familjen svidknott. Inga underarter finns listade i Catalogue of Life.